# Maud Kofod
Maud Kofod, født Nielsen 28. August 1971 Osted, musiker, cand.mag. i musikvidenskab 2009. Udgav solocd-en Maud i 1999 på Refleks Musik, Forsanger i Fede Finn og Funny Boyz 2010 til 2015